# Villa Cavallotti
Villa Cavallotti è un giardino e parco pubblico di Marsala. La villa è ubicata in Piazza della Vittoria, accanto a Porta Nuova e si estende accanto a Viale Cesare Battisti.

## Storia
La villa fu creata nel 1895 per volontà dell’amministrazione comunale di Marsala  dopo la demolizione quasi totale del baluardo cinquecentesco di San Francesco  che vi sorgeva a protezione della città avvenuta nel 1902, allo scopo di riempire il fossato dello stesso bastione che cingeva le mura decidendo di creare un giardino pubblico. 
Il giardino fu intitolato a Francesco Crispi e successivamente a Felice Cavallotti, garibaldino, giornalista, poeta e politico fondatore della estrema sinistra storica. Durante il ventennio fascista assunse la denominazione originale ovvero quella di Francesco Crispi e la statua di Cavallotti posta all'interno del giardino, fu rimossa. Solo nel 1943 con la caduta del fascismo, la villa riprese il nome di Cavallotti e la sua statua fu ricollocata al suo interno.

## Il giardino
Il giardino costruito su disegno di Giuseppe Grasso, si estende su due livelli, quello inferiore che occupa l’antico fossato cittadino, e quello superiore coincide con la parte rimanente del bastione San Francesco. Dal livello superiore è possibile ammirare il panorama delle isole Egadi (Favignana, Levanzo e Marettimo), e capo Boeo. Il perimetro del giardino è a pianta regolare, da cui si aprono viali di diverse  dimensioni che spesso  sfociano su slarghi, secondo un tipico schema dei giardini da passeggio ottocenteschi. All'ingresso è presente un piccolo stagno con pesci, e nel piano superiore è presente una fontana. Un tempo era presente anche un piccolo fiume  con una cascata, ora non più presente e sostituita da una scalinata.

### Essenze
Nel giardino sono presenti molte essenze di piante tra i quali Ficus elastica, Ficus macrophylla, palme nane, e molte piante esotiche e roseti.

### Monumenti
Nel giardino sono presenti mezzi busti di cittadini marsalesi illustri, tra i quali Giuseppe Damiani padre del patriota, politico e garibaldino Abele Damiani; è presente anche una statua di Felice Cavallotti, e altri monumenti.

### Parco giochi
Nel giardino è presente un parco giochi per i bambini.

### Servizi
La villa e dotata anche di servizi igienici e di un pub.

## Eventi
Da alcuni anni all’interno della villa Cavallotti e in modo particolare nella terrazza del baluardo di San Francesco si svolgono degli eventi  e manifestazioni di livello enogastronomico, folkloristico e culturale tra i quali "Calici sotto le stelle", una manifestazione dedicata al vino, dove è  possibile degustare vini e assistere a concerti. Nel 2019 ha ospitato il villaggio Santa Clause durante le manifestazioni natalizie.